# Center City (Philadelphie)
Pour la ville dans le Minnesota, voir Center City.
 (mars 2023).
Si vous disposez d'ouvrages ou d'articles de référence ou si vous connaissez des sites web de qualité traitant du thème abordé ici, merci de compléter l'article en donnant les références utiles à sa vérifiabilité et en les liant à la section « Notes et références ».
Center City est le centre-ville de Philadelphie, dans l'État de Pennsylvanie aux États-Unis.

## Présentation
Le centre-ville (City Center) suit un plan orthogonal ; il forme un quadrilatère délimité à l'est par le Delaware au nord par Vine Street, à l'ouest par la Schuylkill et au sud par South Street. Le centre de ce quadrilatère est l'hôtel-de-ville. Ce bâtiment se trouve dans l'axe de deux rues, Broad Street et Market Street, qui se coupent à angle droit à la manière d'un cardo et d'un decumanus romain. La Benjamin Franklin Parkway, sorte de Champs-Élysées de Philadelphie, est une avenue radiale qui relie l'hôtel-de-ville au Fairmount Park et au Museum of Art. 

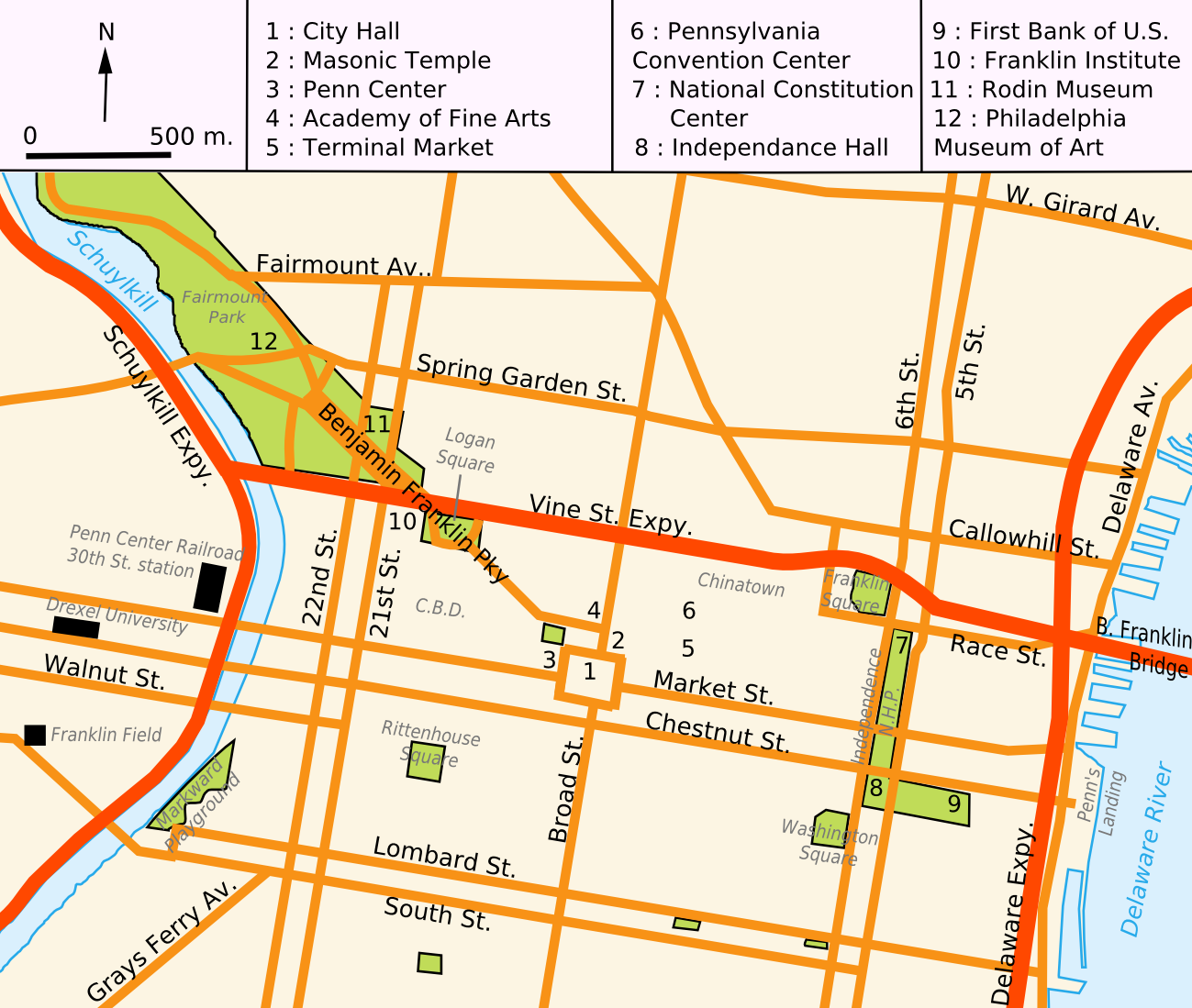
Carte simplifiée du centre de Philadelphie.

Le centre historique se trouve à l'est, le centre des affaires à l'ouest. Le quartier compte de nombreuses institutions culturelles, des galeries et des centres commerciaux.